# Кэмпбелл, Арчибальд, 5-й граф Аргайл
Арчибальд Кэмпбелл (англ. Archibald Campbell; 1532/1537—1573), 5-й граф Аргайл (с 1558 года) — шотландский барон из рода Кэмпбеллов, один из лидеров протестантов.

## Биография
Арчибальд Кэмпбелл был сыном Арчибальда, 4-го графа Аргайла, крупного политического деятеля Шотландии первой половины XVI века.
Ещё в молодости Арчибальд попал под влияние проповедей Джона Нокса и одним из первых аристократов Шотландии перешёл в протестантство. В 1557 году он стал одним из инициаторов подписания «Первого союза» протестантских лордов, заложив таким образом основы политического движения за внедрение новой религии в стране. С началом в мае 1559 года восстания протестантов в Перте, Аргайл немедленно присоединился к нему и стал одним из лидеров разворачивающейся в Шотландии протестантской революции. В этот период для Арчибальда была характерна ярко выраженная антифранцузская позиция. Он обвинял Францию в желанию захватить Шотландию и поработить шотландцев. Революция завершилась в 1560 году победой протестантов и уходом французских войск с территории Шотландии.
С началом правления Марии Стюарт Аргайл сохранил свои позиции в управлении страной. Однако брак королевы с лордом Дарнли вызвал в 1565 году восстание графа Морея, к которому присоединился и Аргайл. Мятеж вскоре был подавлен, Англия не оказала помощи восставшим. Арчибальд Кэмпбелл предстал перед судом парламента, но был помилован и, после убийства Риччо, перешёл на сторону Марии Стюарт. Однако новый брак королевы, на этот раз с графом Ботвеллом, вновь оттолкнул Аргайла и он принял участие в общешотландском восстании и свержении Марии Стюарт в 1567 году.
Бегство королевы из заточения в Лохлевенском замке позволило Кэмпбеллу встать на её сторону. Вместе с герцогом де Шателеро и графом Хантли он стал одним из организаторов «партии королевы» в поддержку реставрации Марии Стюарт. Убийство регента Шотландии, графа Морея, в 1570 году стало сигналом к открытию «партией королевы» военных действий против правительства. Войска Аргайла с переменным успехом действовали в западных частях страны. Однако падение Дамбартонского замка в 1571 году и поддержка, оказанная шотландскими городами и мелким дворянством правительству, вынудили Аргайла пойти на примирение с властью. В 1572 году Аргайл получил пост лорд-канцлера Шотландии. 12 сентября 1573 года Арчибальд Кэмпбелл скончался и была похоронена в приходской церкви Килман.

## Семья
Первая жена (с 01.07.1553) — леди Джейн Стюарт (1537—1588), внебрачная дочь короля Якова V и леди Элизабет Битон. Воспитывалась вместе с другими бастардами отца при дворе Марии де Гиз. Пользовалась большим влиянием во время правления Марии Стюарт.  В ночь на 9 марта 1566 года Джейн Стюарт и её мать были свидетелями убийства секретаря королевы Давида Риччо в дворце Холируд. Брак её с графом Аргайлом был неудачным. Муж имел многочисленных любовниц. Она же, не имея детей, вместо того чтобы, по обычаю, закрывать на это глаза, отвечала тем же. Мария Стюарт и Нокс способствовали временному примирению супругов, однако в 1567 году леди Джейн покинула дом мужа и больше к нему не вернулась. 23 июня 1573 года брак был расторгнут. После захвата Эдинбурга войсками графа Мортона находилась в заключении. Похоронена рядом с отцом в Эдинбурге.
Вторая жена — леди Джанет Каннингем (ум. 06.01.1584), вторая дочь графа Александра Гленкэрна. По смерти мужа в июне 1574 года она родила мертвого сына. Во втором браке за Хамфри Колкхоуном из Лусс.